# Долина смерти (телесериал)
«Долина смерти» (англ. Death Valley) — американский телевизионный сериал в жанре хоррора с элементами чёрной комедии, снятый в стиле мокьюментари. Премьера состоялась 29 августа 2011 года на телеканале MTV. В марте 2012 руководство канала объявило, что не станет продлевать сериал на второй сезон.

## Сюжет
В долине Сан-Фернандо в штате Калифорния происходит нечто странное: на улицах внезапно появляются сверхъестественные существа (вампиры, зомби, оборотни и многие другие). Для борьбы с этим явлением полиция формирует новое подразделение — Undead Task Force (UTF). Они реагируют на проявления сверхъестественных сил, и каждый раз их действия документирует на камеру оператор.

## В ролях
- Брайан Каллен — капитан Фрэнк Дешелл
- Чарли Сандерс — офицер Джо Стабек
- Брайс Джонсон — офицер Билли Пирс
- Кейти Лотц — офицер Кирстен Лэндри
- Таня Реймонд — офицер Карла Ринальди
- Тексас Баттл — офицер Джон Джонсон

## Кастинг
Актёры на второстепенные роли были утверждены в сентябре 2010 года, Брайан Каллен присоединился к актёрскому составу в октябре, в центральной роли капитана полиции.